# Список музеїв Закарпатської області
Список музеїв, розташованих на території Закарпатської області
| №  |
| -- |
| 1  |
| 2  |
| 3  |
| 4  |
| 5  |
| 6  |
| 7  |
| 8  |
| 9  |
| 10 |
| 11 |
| 12 |
| 13 |
| 14 |
| 15 |
| 16 |
| 17 |
| 18 |
| 19 |
| 20 |
| 21 |
| 22 |
| 23 |
| 24 |

| Назва                                                                    | Місцезнаходження   |
| ------------------------------------------------------------------------ | ------------------ |
| Закарпатський краєзнавчий музей                                          | Ужгород            |
| Закарпатський музей народної архітектури та побуту                       | Ужгород            |
| Закарпатський обласний художній музей імені Йосипа Бокшая                | Ужгород            |
| Колочавська вузькоколійка                                                | Колочава           |
| Музей «Чеська школа»                                                     | Колочава           |
| Музей архітектури і побуту «Старе село»                                  | Колочава           |
| Музей Берегівщини                                                        | Берегове           |
| Музей екології гір та історії природокористування в Українських Карпатах | Рахів              |
| Музей леквару                                                            | Ботар              |
| Виноградівський історичний музей                                         | Виноградів         |
| Хустський краєзнавчий музей                                              | Хуст               |
| Музей імені Степана Вайди                                                | Дулово             |
| Музей лісу та сплаву на Чорній ріці                                      | Синевір            |
| Краєзнавчий музей міста Перечин                                          | Перечин            |
| Затисянський музейний комплекс                                           | Пийтерфолво        |
| Музей «Сріберна Земля» імені Василя Тегзи                                | Грушово            |
| Краєзнавчий музей Тернівської сільради                                   | Терново            |
| Свалявський історичний музей                                             | Свалява            |
| Регіональний музей етнографії                                            | Буштино            |
| Історичний музей солекопалень                                            | Солотвино          |
| Новоселицький сільський музейний комплекс                                | Новоселиця         |
| Мукачівський історичний музей                                            | Мукачево           |
| Музей Володимира Микити                                                  | Мукачево           |
| Народний краєзнавчий музей-садиба «Синевірська долина»                   | Синевирська Поляна |